# Jérémy Lecroq
Jérémy Lecroq (7 d'abril de 1995) és un ciclista francès, professional des del 2017. Actualment corre a l'equip B&B Hotels-KTM.

## Palmarès
- 2013
  - 1r als Boucles de Seine-et-Marne
- 2018
  - 1r al Gran Premi de Lillers-Souvenir Bruno Comini

### Resultats al Tour de França
- 2022. 126è de la classificació general